# 물레방아 (1956년 영화)
"물레방아"는 한국에서 제작된 이현 감독의 1956년 영화이다. 나애심 등이 주연으로 출연하였고 양운 등이 제작에 참여하였다.

## 출연

### 주연
- 나애심
- 양운
- 임운학
- 노재신
- 노강

### 조연
- 한태일

## 기타
- 원작자: 나도향
- 조명: 이한찬
- 녹음: 이경순
- 미술: 박석인